# Siècle européen
L'expression « siècle européen » a été employée en premier par Mark Leonard dans son livre Perpetual Power : Why Europe will run the 21st century pour illustrer sa théorie de la domination future des États européens, réunis au sein de l'Union européenne. L'élargissement de l'Union européenne aux pays situés à l'est et au sud-est de l'Europe est donc le cheminement, selon Mark Leonard, qui permettra la réalisation du siècle européen. Toutefois, l'auteur rejette la thèse que l'Europe, du fait de sa position, dominera le monde de manière unilatérale.
Le siècle à venir est donc dépeint comme un calque des procédés étant déjà en vigueur à l'échelle régionale, en Europe : prééminence du droit international, promotion des valeurs démocratiques, vision multilatérale du monde, coopération multilatérale et interventions humanitaires. Finalement, le monde devrait alors être pacifié, démocrate et prospère. Bien entendu, cette vision du monde est très idéalisée et très utopique face aux autres visions géopolitiques du monde.
Le siècle européen contraste avec le XXe siècle qui fut le siècle américain, et dont les aspects sont différents : unilatéralisme, violation du droit international et guerre préventive par exemple.